# Gyatsho
Gyatsho (auch: Gyatso, Gyamtso, Gyamtsho; tibetisch རྒྱ་མཚོ Wylie rgya mtsho, ZWPY Gyaco, THL Gyatso; mongolisch: , Dalai; „Ozean“ (metaphorisch)) ist ein häufig verwendeter Bestandteil tibetischer Namen.

## Bekannte Namensträger
- Chödrag Gyatsho (1454–1506), siebter Karmapa
- Gendün Gyatsho (1475–1542), zweiter Dalai Lama
- Jamgön Ju Mipham Gyatsho (1846–1912), Autor und Lama der Nyingma-Schule des tibetischen Buddhismus
- Jampel Gyatsho (1758–1804), achter Dalai Lama
- Kelsang Gyatsho (Dalai Lama) (1708–1757), siebter Dalai Lama
- Kelsang Gyatso (Neue Kadampa-Tradition) (1931–2022), Begründer der Neuen Kadampa-Tradition
- Khedrub Gyatsho (1838–1856), elfter Dalai Lama
- Lungtog Gyatsho (1805–1815), neunter Dalai Lama
- Mangthö Ludrub Gyatsho (1523–1596), Gelehrter der Sakya-Schule des tibetischen Buddhismus
- Ngawang Lobsang Gyatsho (1617–1682), fünfter Dalai Lama
- Pelden Gyatsho (1933–2018), buddhistischer Mönch
- Sangay Gyatso († 2011), tibetischer Mönch
- Sanggye Gyatsho (1653–1705), Minister des fünften Dalai Lama
- Sönam Gyatsho (1543–1588), dritter Dalai Lama
- Tendzin Gyatsho (* 1935), vierzehnter Dalai Lama
- Tendzin Gyatsho (Demo Hutuktu) (1901–1973), zehnter Demo Hutuktu
- Thubten Gyatsho (1876–1933), dreizehnter Dalai Lama
- Thrinle Gyatsho (Regent) († 1668), fünfter Dalai Lama und Regent von Tibet
- Thrinle Gyatsho (Dalai Lama) (1857–1875), zwölfter Dalai Lama
- Tshangyang Gyatsho (1683–1706), sechster Dalai Lama
- Tshülthrim Gyatsho (1816–1837), zehnter Dalai Lama
- Yönten Gyatsho (1589–1617), vierter Dalai Lama